# Рудня-Білківська
Рудня-Білківська — село в Україні, в Коростенському районі Житомирської області. Населення становить 68 осіб.

## Географія
Селом протікає річка Уж.

## Населення

### Мова
Розподіл населення за рідною мовою за даними перепису 2001 року:
| Мова       | Кількість | Відсоток |
| ---------- | --------- | -------- |
| українська | 68        | 100%     |

## Галерея

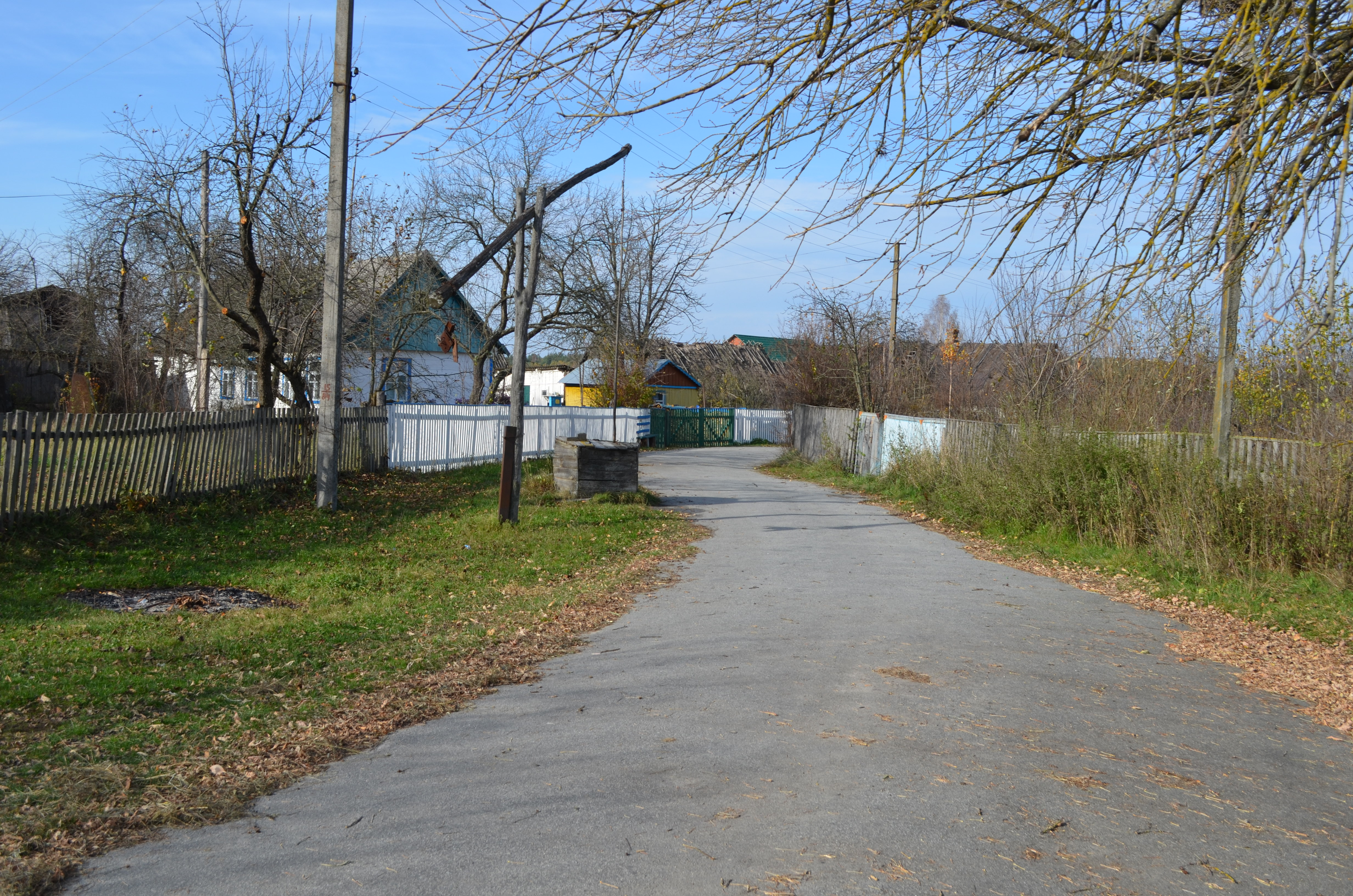
Вулиця в селі
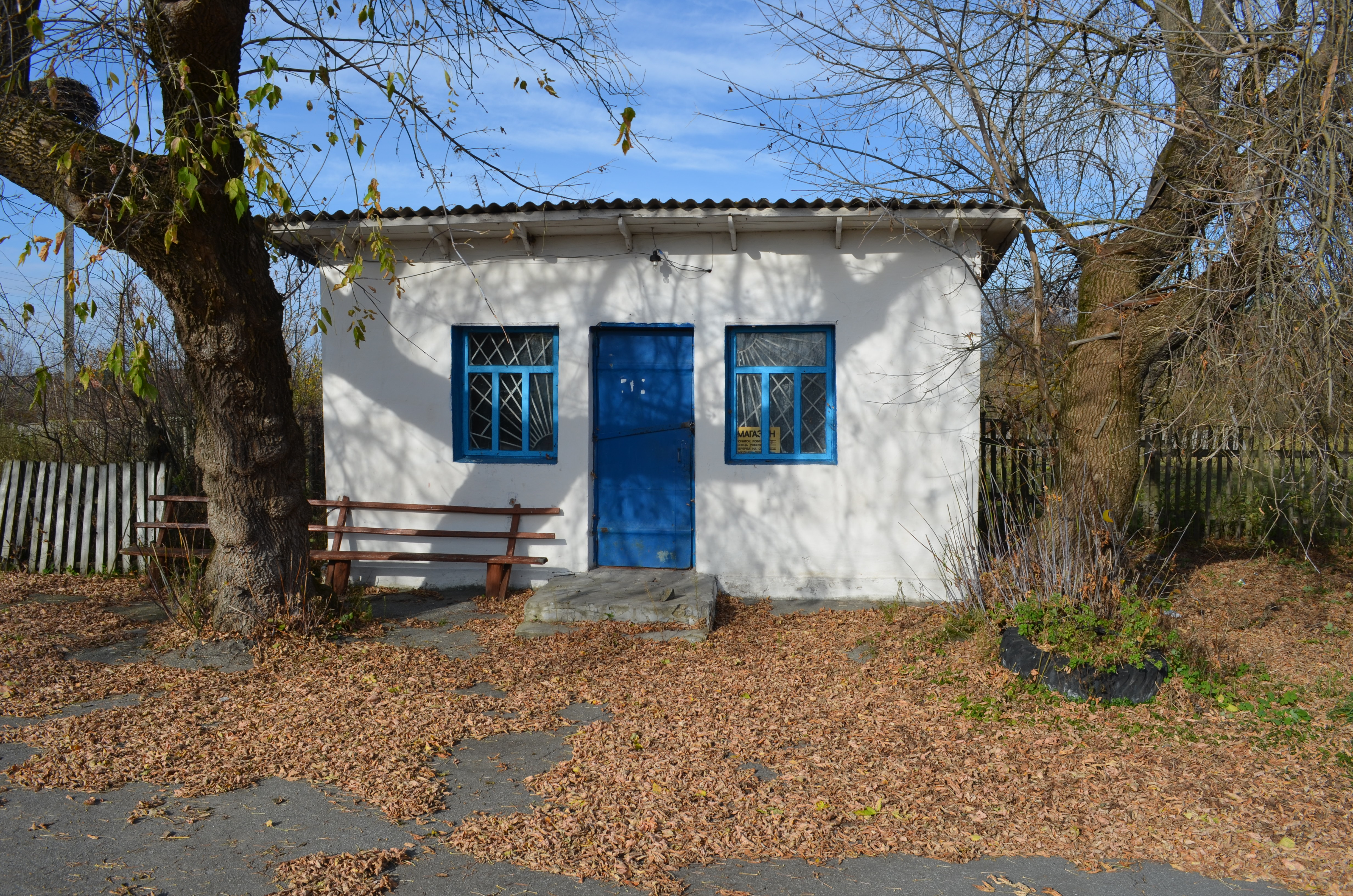
Магазин
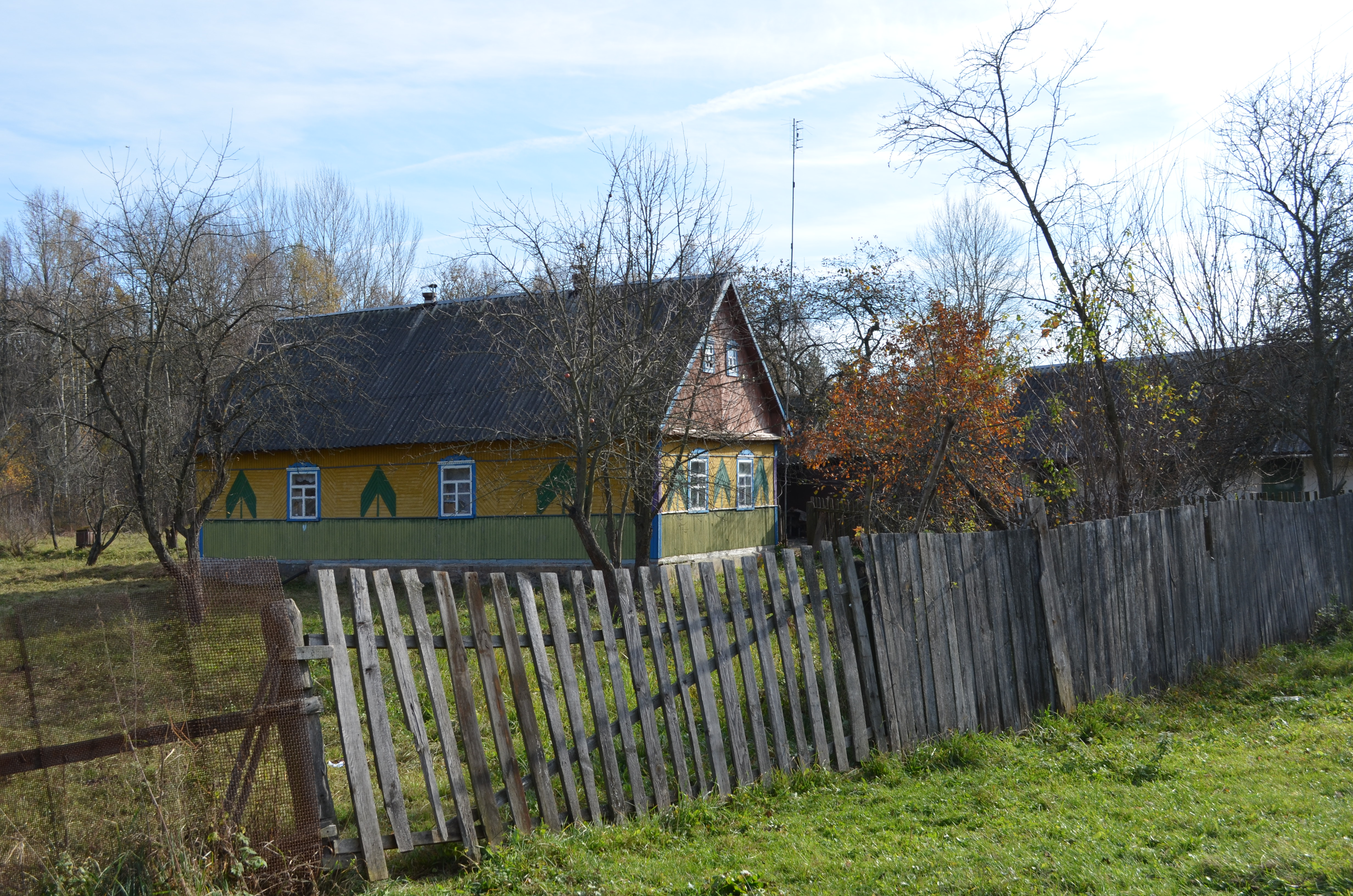
Садиба в селі
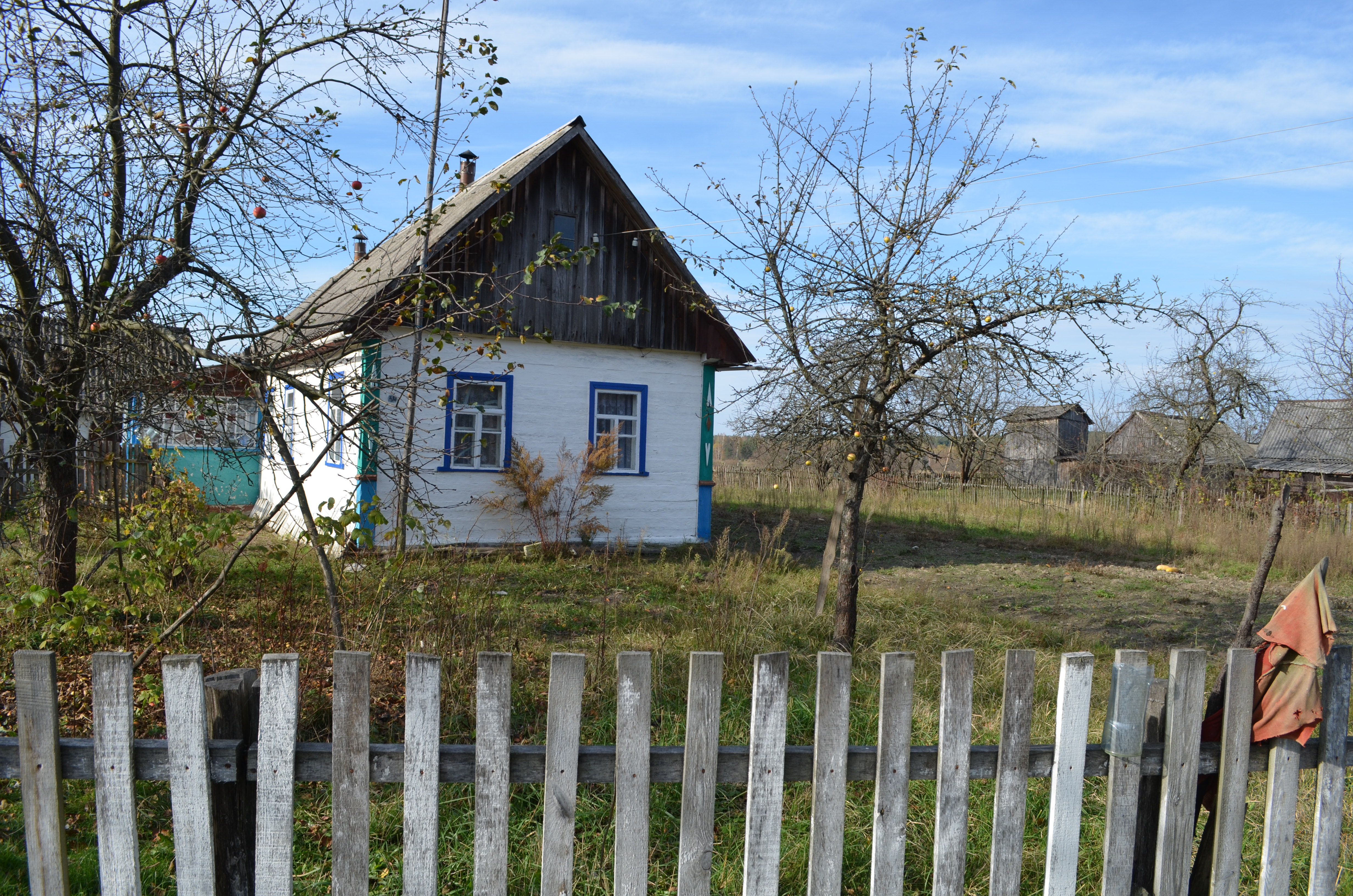
Садиба в селі
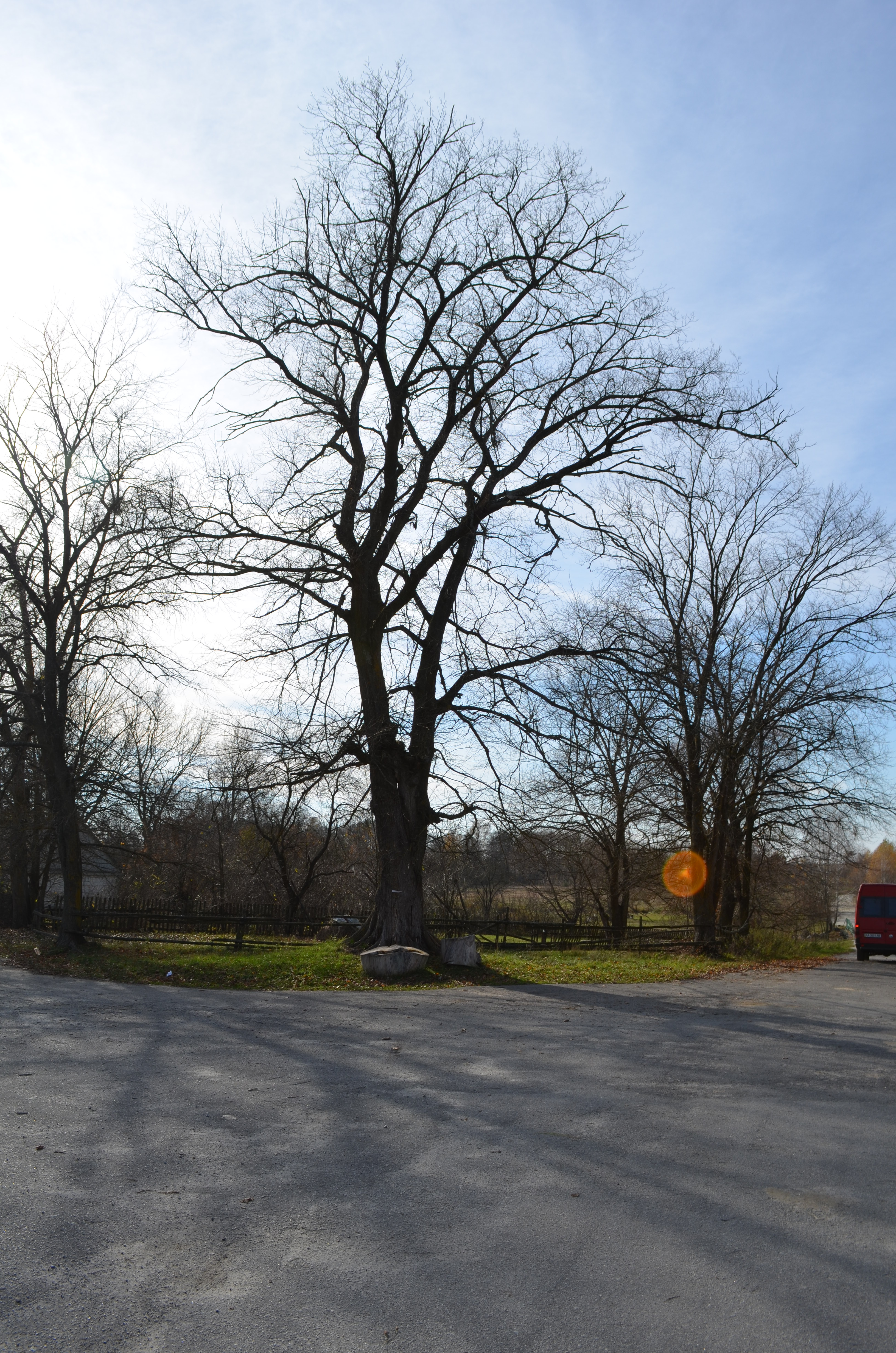
Багаторічне дерево
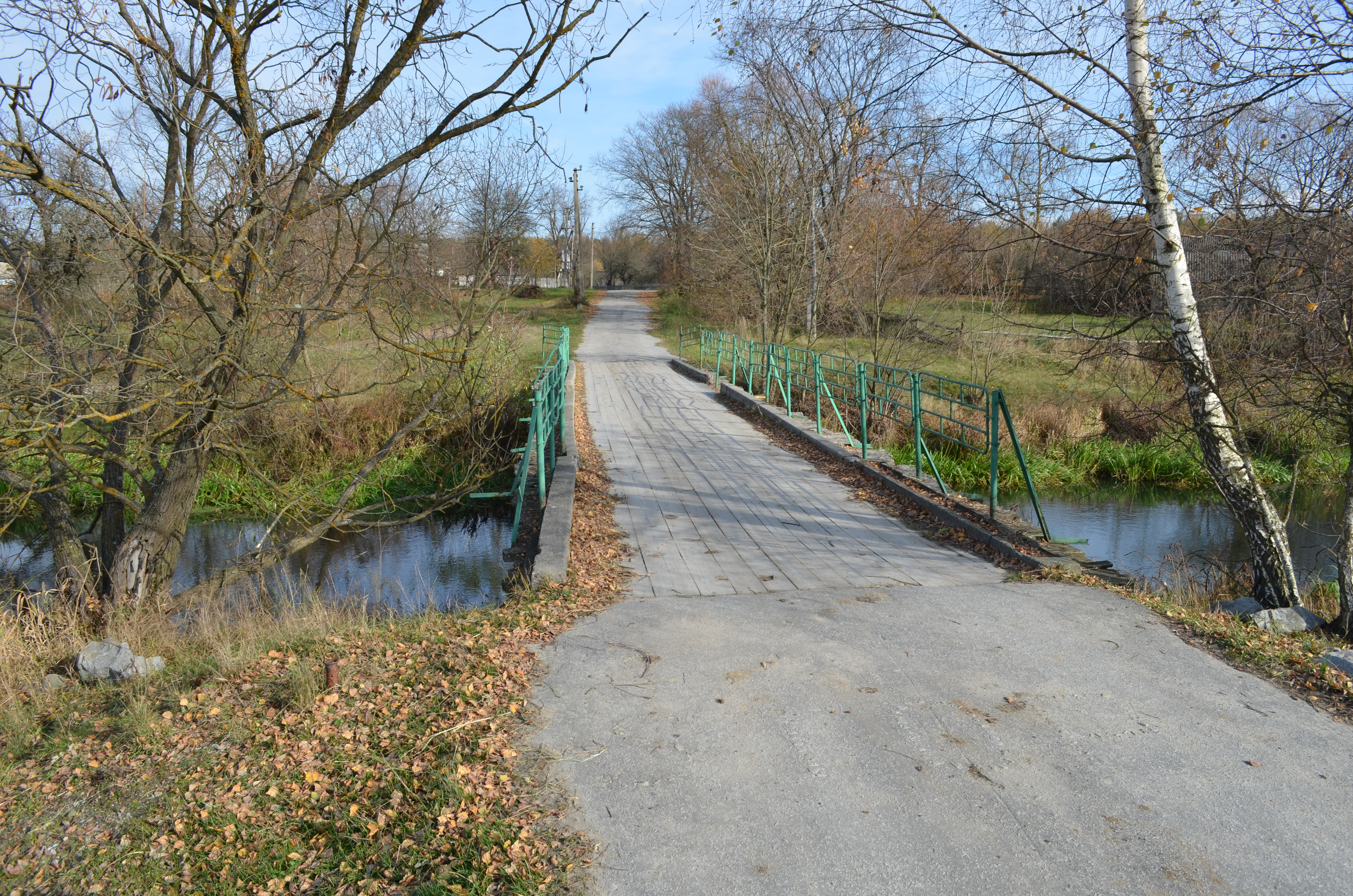
Міст через річку Уж
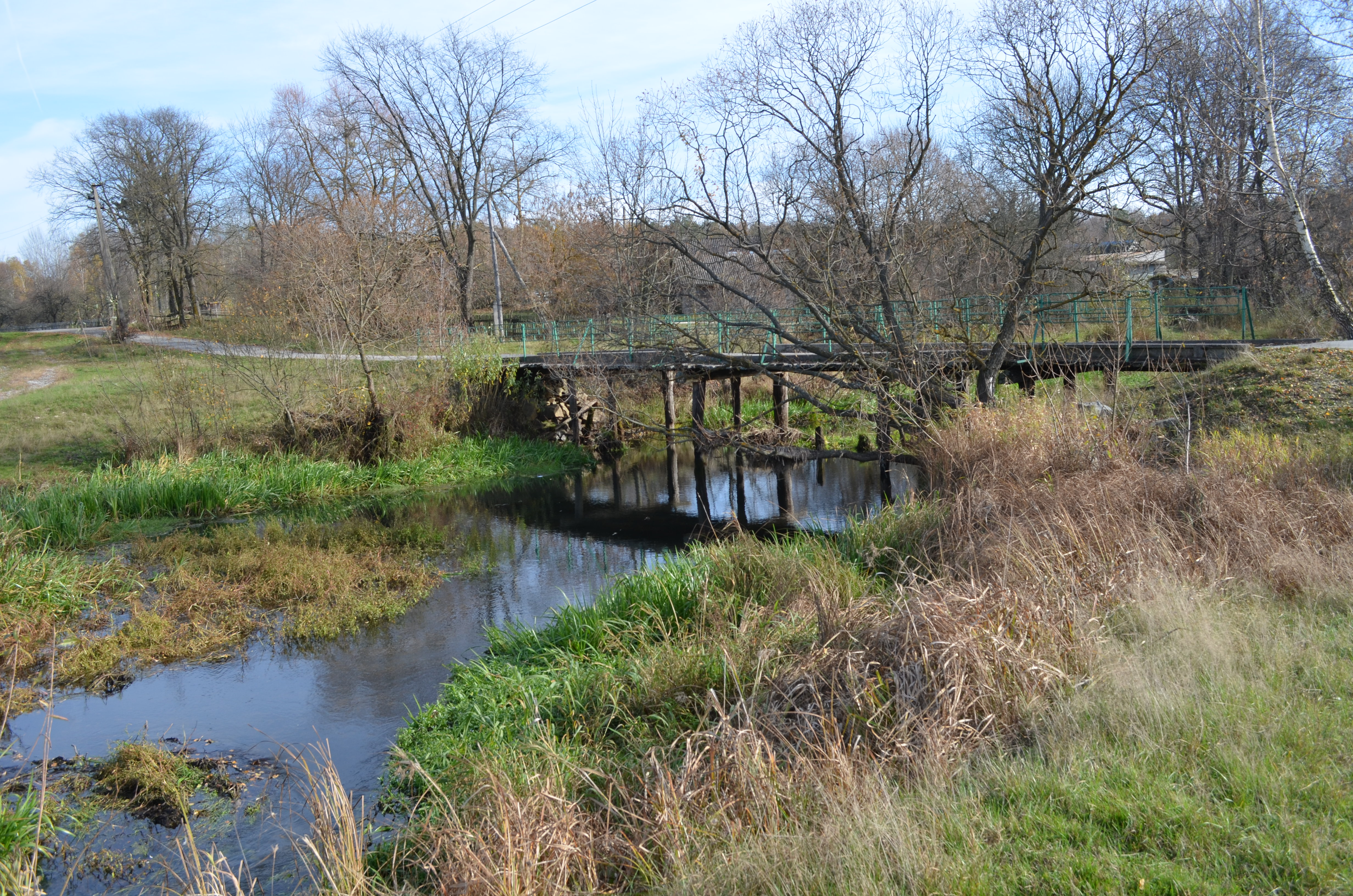
Річка Уж та міст
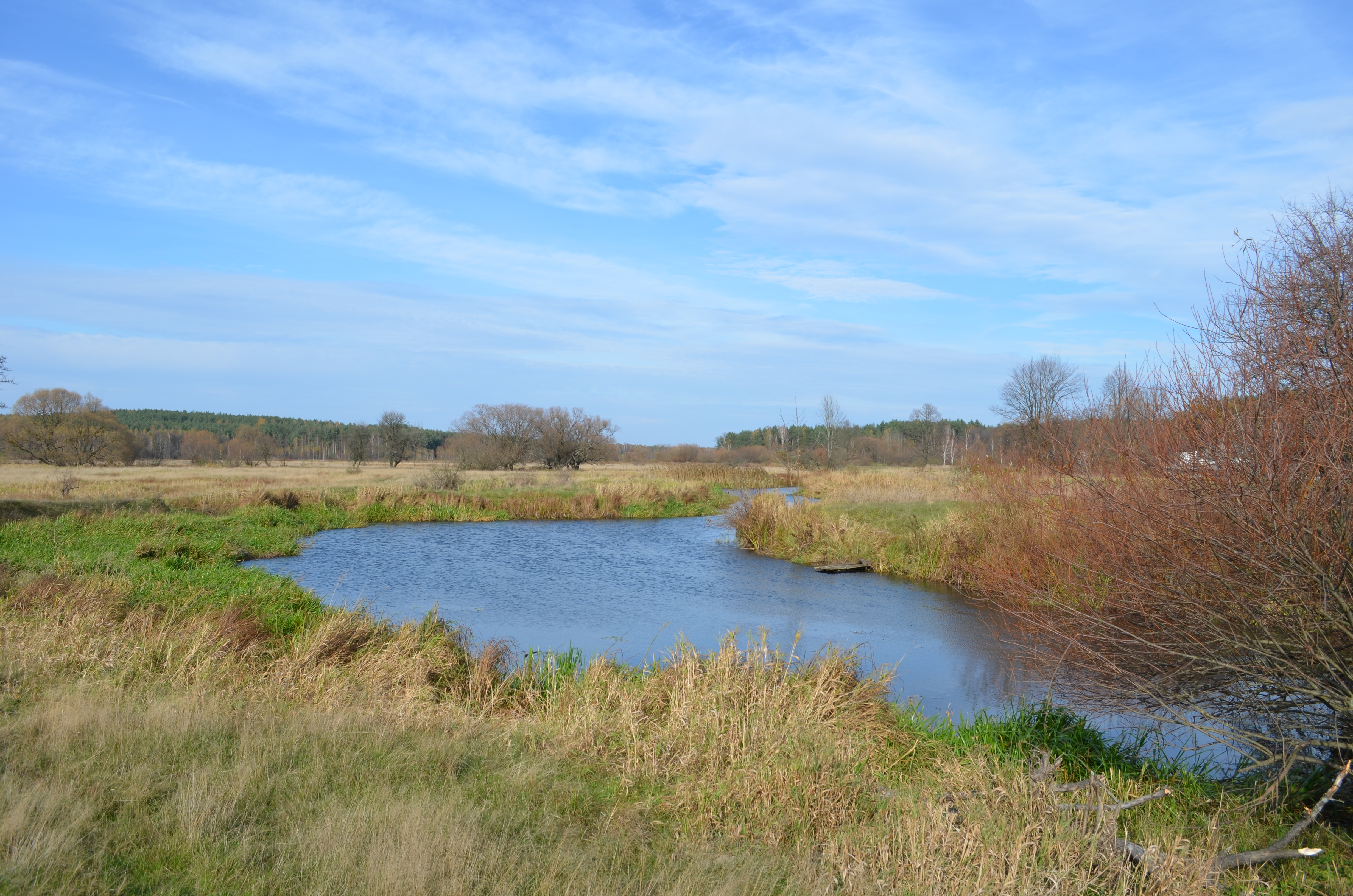
Річка Уж в районі села
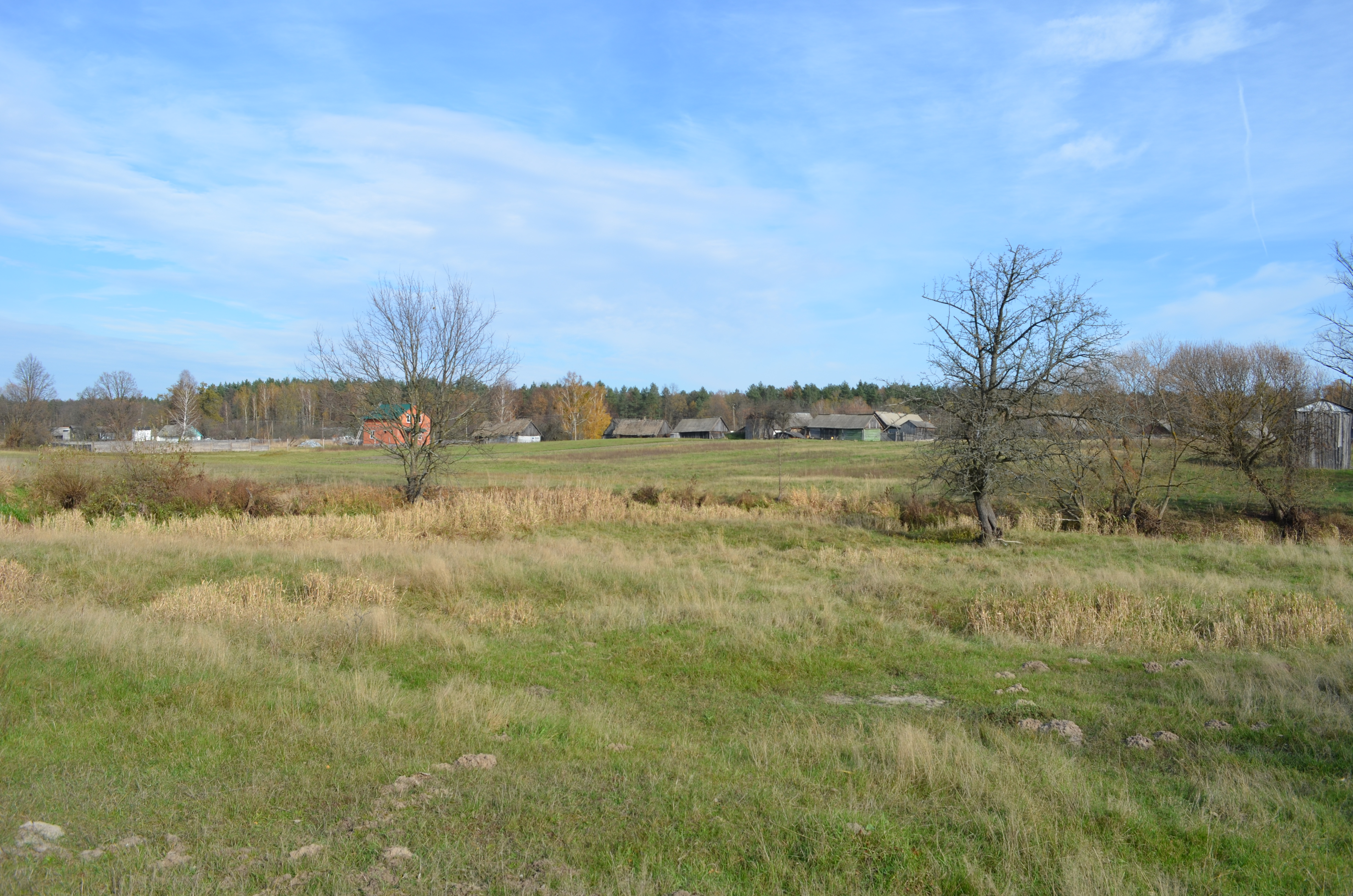
Панорама села